# Harry Potter és az azkabani fogoly (filmzene)

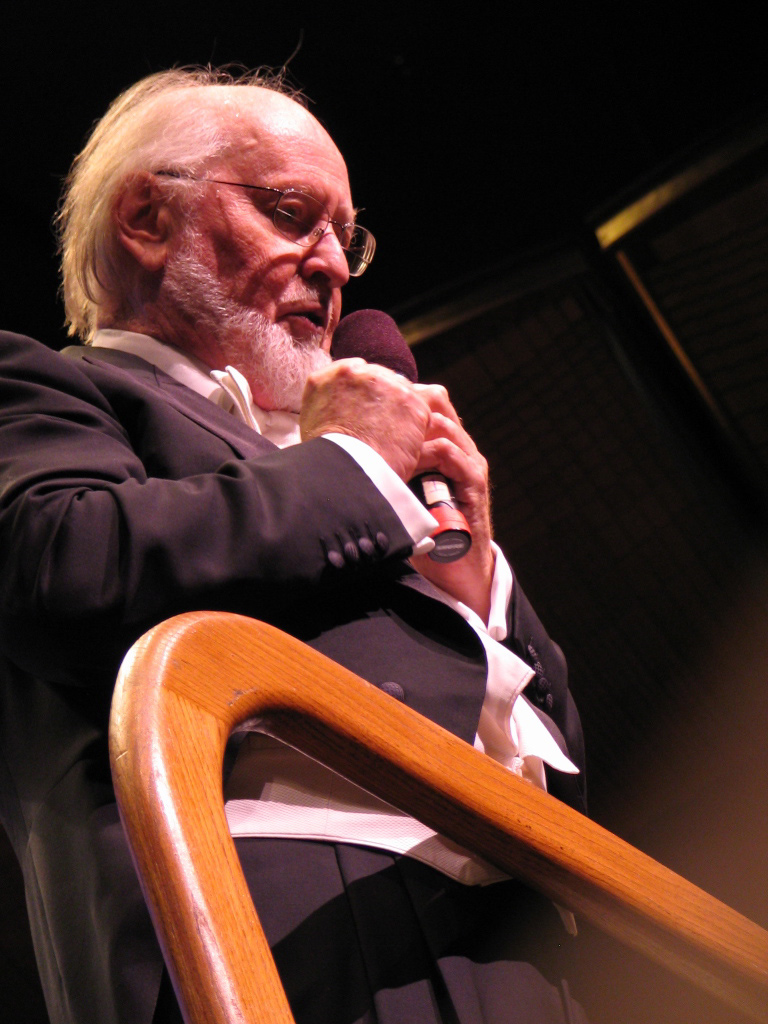
John Williams, a 3. rész zenéjének szerzője (2007-ben)

J. K. Rowling Harry Potter és az azkabani fogoly című film zenéjét John Williams, a legendás amerikai komponista szerezte. Az előző részekhez hasonlóan Williams számos új dalt szerzett a régi dallamok megtartásával. A régebbről ismert számok közül gyakran felcsendül a Hedwig's Theme (Hedvig indulója) ám ebben a részben ezen művet Lumos névvel illetik. Az újabb számok közül ismertebbek a Window to the Past (Ablak a múltra) és a Mischief Managed (A csíny letudva!) nevezetű művek.

## Számok listája
| Sorszám | Cím (Szabad fordításban)                                                            | Hosszúság |
| ------- | ----------------------------------------------------------------------------------- | --------- |
| 1       | Lumos! (Hedwig's Theme) (Lumos)                                                     | 1:38      |
| 2       | Aunt Marge's Waltz (Marge néni kering)                                              | 2:15      |
| 3       | The Knight Bus (A Kóbor Grimbusz)                                                   | 2:52      |
| 4       | Apparition on the Train (Jelenés a vonaton)                                         | 2:15      |
| 5       | Double Trouble (Ősi varázs)                                                         | 1:37      |
| 6       | Buckbeak's Flight (Csikócsőr repülése)                                              | 2:08      |
| 7       | A Window to the Past (Ablak a múltra)                                               | 3:54      |
| 8       | The Whomping Willow and the Snowball Fight (A fúriafűz és a Hógolyócsata)           | 2:22      |
| 9       | Secrets of the Castle (A kastély titkai)                                            | 2:32      |
| 10      | The Portrait Gallery (A képgaléria)                                                 | 2:05      |
| 11      | Hagrid the Professor (Hagrid, a professzor)                                         | 1:59      |
| 12      | Monster Books and Boggarts! (Szörnykönyvek és mumusok)                              | 2:26      |
| 13      | Quidditch, Third Year (Kviddics: Harmadik év)                                       | 3:47      |
| 14      | Lupin's Transformation and Chasing Scabbers (Lupin átváltozása és Hajsza Makeszért) | 3:01      |
| 15      | The Patronus Light (A patrónus)                                                     | 1:12      |
| 16      | The Werewolf Scene (A vérfarkas jelenet)                                            | 4:25      |
| 17      | Saving Buckbeak (Csikócsőr megmentése)                                              | 6:39      |
| 18      | Forward to Time Past (Előre a múltba!)                                              | 2:33      |
| 19      | The Dementors Converge (A dementorok gyűlése)                                       | 3:12      |
| 20      | Finale (Finálé)                                                                     | 3:24      |
| 21      | Mischief Managed! (A csíny letudva!)                                                | 12:10     |

## Jelölések
A filmzene több jelölést is kapott:
- Grammy-díj jelölés (2004) - Legjobb eredeti kotta
- Oscar-díj jelölés (2004) - Legjobb filmzenei kotta
- Világ Filmzene díj (2004) - Az év legjobb eredeti kottája

## Fordítás
- Ez a szócikk részben vagy egészben  a   Harry Potter and the Prisoner of Azkaban (soundtrack) című angol Wikipédia-szócikk fordításán alapul.  Az eredeti cikk szerkesztőit annak laptörténete sorolja fel. Ez a jelzés csupán a megfogalmazás eredetét és a szerzői jogokat jelzi, nem szolgál a cikkben szereplő információk forrásmegjelöléseként.